# TV Morena
TV Morena es una estación de televisión brasileña con sede en Campo Grande, capital del estado de Mato Grosso del Sur. Opera en el canal 6 (30 UHF digital) y está afiliada a TV Globo.

## Programación
- Bom Dia MS: Telejornal, con Cletto Kipper;
- MSTV 1.ª edición: Telejornal, con Bruna Mendes;
- Globo Esporte MS: Periodista deportivo, con Átilla Eugênio;
- MSTV 2.ª edición: Telejornal, con Lucimar Lescano;
- Meu Mato Grosso do Sul: Programa de variedades, con Ellen Rocha, Gê Louveira y Raul Ruffo;
- MS Rural: Periodista sobre agronegocios, con Edevaldo Nascimento;